# Setukoyusurika gotoijeus
Setukoyusurika gotoijeus är en tvåvingeart som beskrevs av Sasa och Suzuki 2000. Setukoyusurika gotoijeus ingår i släktet Setukoyusurika och familjen fjädermyggor. Inga underarter finns listade i Catalogue of Life.